# Peramelemorphia
I Peramelemorfi (Peramelemorphia Ameghino, 1889) sono l'ordine che comprende i bandicoot e i bilby: questi animali vengono anche indicati con il nome tradizionale di marsupiali onnivori. Tutti i membri dell'ordine sono endemici della massa di terra dell'Australia-Nuova Guinea e la maggior parte di essi presenta la caratteristica forma dei bandicoot: un corpo grassoccio e dal dorso arcuato con un lungo naso leggermente affusolato, grandi orecchie erette, zampe sottili e relativamente lunghe e coda sottile. Il loro peso varia dai 140 grammi ai 2 chili, ma la maggior parte ha le dimensioni di un gattino: circa un chilo.

## Relazioni evolutive
La posizione dei Peramelemorfi all'interno dell'albero genealogico dei marsupiali è stata per molto tempo discussa e controversa. Le specie di questo ordine presentano due caratteristiche morfologiche che mostrano un chiaro collegamento evolutivo con altri gruppi di marsupiali: la forma del piede e i denti. Sfortunatamente, questi aspetti puntano entrambi in direzioni opposte!
Tutti i membri dell'ordine sono poliprotodonti (hanno, cioè, alcune paia di denti frontali inferiori - nel caso dei Peramelemorfi tre paia). Ciò suggerisce che derivino dai Dasiuromorfi (i marsupiali carnivori). Dall'altro lato, i loro piedi presentano un aspetto insolito: il secondo e il terzo dito sono fusi insieme. Questa condizione, nota come «sindattilia», è caratteristica dei Diprotodonti (l'ordine di marsupiali erbivori che comprende canguri, vombati, possum e loro simili).
Per tentare di risolvere la questione è stato ipotizzato che il gruppo dei bandicoot si sia evoluto a partire dai carnivori, mantenendo la dentatura poliprotodonte, e abbia sviluppato indipendentemente un piede posteriore sindattilo; altri scienziati, ritenendo la sindattilia così insolita da non poter essersi sviluppata per due volte, sostengono invece che i Peramelemorfi derivino da una creatura diprotodonte simile a un possum che abbia sviluppato le coppie extra di denti. Una terza ipotesi suggerisce che i bandicoot derivino da un carnivoro primitivo che aveva sviluppato i piedi posteriori sindattili come adattamento per l'arrampicata; da questa creatura discenderebbero anche i Diprotodonti, che in seguito evolveranno la mascella con due denti che dà loro il nome. Le recenti analisi a livello molecolare non sembrano aver risolto la questione, ma senza ombra di dubbio hanno dimostrato che qualunque siano le relazioni con altri ordini di marsupiali, i bandicoot se ne sono distanziati parecchio.

## Classificazione
Per dare una miglior veduta d'insieme, la tabella sottostante mostra anche gli altri rami più importanti dell'albero genealogico dei marsupiali australasiatici.
- Ordine Microbiotheria (1 specie, il monito del monte del Sudamerica)
- Ordine Dasyuromorphia (marsupiali carnivori, 71 specie suddivise in 3 famiglie)
- ORDINE PERAMELEMORPHIA bandicoot e bilby (20 specie esistenti, 3 estinte)
  - Famiglia Thylacomyidae (bilby, 1 specie esistente, 1 estinta)
  - Famiglia Chaeropodidae † (bandicoot dai piedi di porco, 1 specie estinta)
  - Famiglia Peramelidae (bandicoot, 19 specie esistenti, 1 estinta):
    - Sottofamiglia Peramelinae
    - Sottofamiglia Peroryctinae
    - Sottofamiglia Echymiperinae

  - Superfamiglia Yaraloidea †
    - Famiglia Yaralidae † (2 specie fossili descritte)
- Ordine Notoryctemorphia (2 specie di talpe marsupiali)
- Ordine Diprotodontia (circa 117 specie suddivise in 11 famiglie, tra cui il koala, i vombati, i possum, i ratti canguro, i canguri, i wallaby e i loro simili).

### Specie
- Famiglia Thylacomyidae
  - Genere Macrotis Reid, 1837
    - Macrotis lagotis Reid, 1836 - bilby maggiore;
    - Macrotis leucura Thomas, 1887 † - bilby minore.
- Famiglia Chaeropodidae †
  - Genere Chaeropus Ogilby, 1838 †
    - Chaeropus ecaudatus Ogilby, 1838 † - bandicoot dai piedi di porco.
- Famiglia Peramelidae
  - Sottofamiglia Peramelinae
    - Genere Isoodon Desmarest, 1817
      - Isoodon auratus Ramsay, 1887 - bandicoot dorato;
      - Isoodon macrourus Gould, 1842 - bandicoot bruno settentrionale;
      - Isoodon obesulus Shaw, 1797 - bandicoot bruno meridionale.

    - Genere Perameles É. Geoffroy, 1804
      - Perameles bougainville Quoy e Gaimard, 1824 - bandicoot fasciato occidentale;
      - Perameles eremiana Spencer, 1897 † - ;
      - Perameles gunnii Gray, 1838 - bandicoot fasciato orientale;
      - Perameles nasuta É. Geoffroy, 1804 - bandicoot dal muso lungo.

  - Sottofamiglia Peroryctinae
    - Genere Peroryctes Thomas, 1906
      - Peroryctes broadbenti Ramsay, 1879 - bandicoot gigante;
      - Peroryctes raffrayana Milne-Edwards, 1878 - bandicoot di Raffray.

  - Sottofamiglia Echymiperinae
    - Genere Echymipera Lesson, 1842
      - Echymipera clara Stein, 1932 - bandicoot dalle labbra bianche;
      - Echymipera davidi Flannery, 1990 - bandicoot spinoso di David;
      - Echymipera echinista Menzies, 1990 - bandicoot spinoso di Menzies;
      - Echymipera kalubu Fischer, 1829 - bandicoot spinoso;
      - Echymipera rufescens Peters e Doria, 1875 - bandicoot rossastro.

    - Genere Microperoryctes Stein, 1932
      - Microperoryctes longicauda Peters e Doria, 1876 - bandicoot striato;
      - Microperoryctes murina Stein, 1932 - bandicoot murino;
      - Microperoryctes papuensis Laurie, 1952 - bandicoot di Papua.

    - Genere Rhynchomeles Thomas, 1920
      - Rhynchomeles prattorum Thomas, 1920 - bandicoot dell'isola Ceram.